# 子彈上膛 (金屬製品專輯)
《子彈上膛》（Load）是美國重金屬樂團金屬製品的第六張錄音室專輯，於1996年6月4日由厄勒克特拉唱片發行。與樂團先前鞭擊金屬的風格相比，《子彈上膛》的曲風更偏向於硬式搖滾。整張專輯時間長達79分鐘，是金屬製品時間最長的錄音室專輯。本張專輯於加州灣區索薩利托的Plant錄音室製作。
《子彈上膛》發行後雖然得到褒貶不一的評價，但是獲得巨大商業成功，在美國Billboard 200榜單上蟬聯四周冠軍。專輯在美國國內售出超過五百萬張，並獲得美國唱片業協會（RIAA）認證多白金唱片。